# Chris Evert
Christine Marie Evert (Fort Lauderdale, 21 dicembre 1954) è un'ex tennista e commentatrice televisiva statunitense.
Fu costantemente ai vertici del tennis mondiale negli anni settanta e ottanta e numero 1 del ranking WTA in due riprese tra il 1974 e il 1981.
Tra le prime tenniste ad adottare il rovescio bimane, si era messa in luce già come dilettante per avere battuto colleghe della caratura di Margaret Court, Virginia Wade e Billie Jean King; dopo l'ingresso nel professionismo, vinse a 19 anni l'Open di Francia 1974, primo Grande Slam di una serie di 18 e più in generale di 154 tornei complessivi.
Nell'arco della sua quasi ventennale carriera, Evert vanta una percentuale di oltre il 90% di vittorie negli incontri disputati (1304 su 1448), record sia a livello femminile che maschile. Ineguagliato è anche il suo primato di 125 incontri consecutivi vinti sulla terra rossa, superficie sulla quale rimase imbattuta dal 1973 al 1979. Limitatamente all'ambito femminile, altresì, è suo il record di almeno un torneo dello Slam vinto per 13 stagioni consecutive dal 1974 al 1986 incluse.
Grazie a tali risultati, Chris Evert è considerata tra le maggiori campionesse dello sport di ogni epoca e disciplina; la sua rivalità con un'altra plurivincitrice tennista di quel periodo, Martina Navrátilová, fa parte della storia e della cultura del tennis.
Dal 1995 Evert figura nell'International Tennis Hall of Fame.

## Biografia
All'età di cinque anni inizia a giocare sui campi in terra, quella che rimarrà la sua superficie preferita e sulla quale diventerà praticamente imbattibile, guidata dal padre Jimmy Evert (ex tennista): "Mio padre mi raccomandava ‘Porta la racchetta indietro, girati lateralmente, entra in campo quando colpisci la palla’: ho ricordato quegli insegnamenti fondamentali, sempre".
Iniziò giovanissima a giocare i tornei giovanili raggiungendo in breve tempo la vetta delle graduatorie juniores. Nel 1970, a quindici anni, nelle semifinali del torneo di Charlotte sconfisse tra lo stupore generale Margaret Smith Court, la plurititolata campionessa australiana, indiscussa numero uno del mondo. Entrò nel circuito professionistico a diciotto anni, pur partecipando a diversi tornei open già in età minore (nel 1971 raggiunse le semifinali degli US Open) senza ritirare i premi vinti.

## Carriera

Evert ai suoi esordi agli Internazionali d'Italia a Roma nei primi anni 70

Chris Evert è stata, tra il 1972 e il 1989, costantemente ai vertici del tennis mondiale, vincendo tutto: complessivamente 154 tornei in singolare, tra i quali 18 titoli del Grand Slam. In particolare, tra il 1974 e il 1982, la Evert è stata quasi ininterrottamente al primo posto delle graduatorie mondiali, salvo brevi parentesi in cui è stata preceduta da giocatrici del valore di Evonne Goolagong, Tracy Austin e Martina Navrátilová: un dominio pressoché assoluto durato quasi un decennio.

### 1972
A diciassette anni fu protagonista di quello che, all'epoca, fu definito "l'incontro del secolo": la semifinale di Wimbledon nella quale, in vantaggio per 6-4, 3-0, subì una clamorosa rimonta dalla campionessa in carica Evonne Goolagong che, giocandole soventi smorzate sul rovescio bimane, vinse con il punteggio finale di 4-6, 6-3, 6-4. Raggiunse, nello stesso anno, anche le semifinali degli US Open, dove fu sconfitta da Kerry Melville 6-4, 6-2. Vinse quattro tornei e 47 incontri sui 54 disputati (87%).
I risultati più importanti furono la vittoria a Fort Lauderdale in finale su Billie Jean King (6-1, 6-0) e a Indianapolis, dove vinse la semifinale contro Margaret Smith Court (6-3, 7-6) e si impose in finale sulla Goolagong (7-6, 6-1). Fece parte della selezione statunitense nella Bonnie Belle Cup e sconfisse, nell'incontro con l'Australia, sia la Court (6-3, 6-3) che la Goolagong (6-3, 4-6, 6-0).

### 1973

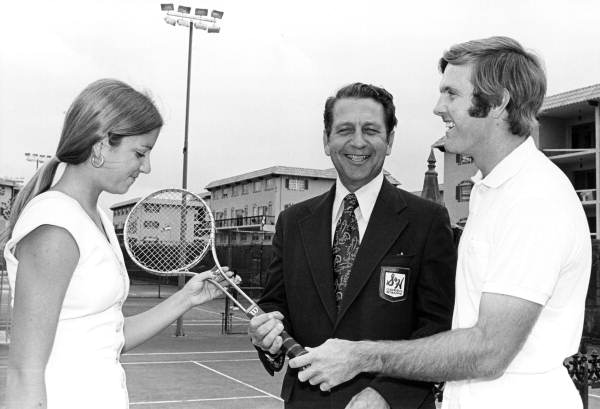
Evert incontra il quarterback dei, Bob Griese, a Fort Lauderdale nel 1973.

A soli diciotto anni fu protagonista della finale degli Open di Francia, sconfitta dall'allora numero uno del mondo Margaret Court con il punteggio di 6-7, 7-6, 6-4. Nello stesso anno sconfisse proprio la Court nelle semifinali di Wimbledon (6-1, 1-6, 6-1) e raggiunse così la finale, dove venne sconfitta da Billie Jean King (6-0, 7-5). Vinse dieci tornei e ottantotto incontri sui novantotto disputati (90%).
Si impose nel torneo di Fort Lauderdale in finale su Virginia Wade (6-1, 6-2), nel torneo di Sarasota in finale sulla Goolagong (6-3, 6-2), nel torneo di Miami di nuovo in finale sulla Goolagong (3-6, 6-3, 6-2), a St. Petersburg in semifinale sulla Navrátilová (7-5, 6-3) e in finale sulla Goolagong (6-2, 0-6, 6-4), a Johannesburg in semifinale sulla Wade (7-6, 6-0) e in finale sulla Goolagong (6-3, 6-3). Nel torneo di Hilton Head, dopo avere sconfitto Billie Jean King in semifinale (4-6, 7-6, 6-1), perse la finale da Margaret Court (6-4, 6-7, 6-2). A Roma, nella finale degli Internazionali d'Italia, fu sconfitta dalla Goolagong 7-6, 6-0.

### 1974
Stabilì il nuovo record assoluto di 56 vittorie consecutive vincendo dieci tornei di fila. Vinse sedici tornei e 103 incontri sui 110 disputati (94%). Si impose agli Open di Francia senza perdere un set (battendo in finale Ol'ga Morozova 6-1, 6-2). Si impose anche a Wimbledon, sempre in finale sulla Morozova per 6-0, 6-4. Raggiunse la finale agli Australian Open, dove fu sconfitta da Evonne Goolagong per 7-6, 4-6, 6-0. Agli US Open fu sconfitta in semifinale ancora dalla Goolagong (6-0, 6-7, 6-3).
Da sottolineare la vittoria di Mission Viejo in finale sulla King (6-3, 6-1); a Roma, nella finale degli Internazionali d'Italia sulla Navrátilová (6-3, 6-3); a Dallas in finale sulla Wade (7-5, 6-2); a Sarasota in finale sulla Goolagong (6-4, 6-0); a St. Petersburg in finale sulla Melville (6-0, 6-1); a Houston in finale sulla Wade (6-3, 5-7, 6-1); a Hilton Head in semifinale sulla Goolagong (6-2, 6-1) e in finale sulla Wade (6-1, 6-3); a Eastbourne di nuovo in finale sulla Wade (7-5, 6-4).

### 1975

Evert negli anni 70

Si impose in due dei tre tornei del Grande Slam cui partecipò: agli Open di Francia, in finale sulla Navrátilová con il punteggio di 2-6, 6-2, 6-1, e agli US Open, dove si impose in semifinale sulla Navrátilová (6-4, 6-4) e in finale sulla Goolagong (5-7, 6-4, 6-2). A Wimbledon perse la semifinale dalla King (2-6, 6-2, 6-3). Vinse sedici tornei e 94 incontri sui cento disputati (94%). Da sottolineare la vittoria a Roma in finale sulla Navrátilová (6-1, 6-0); la vittoria a San Francisco in semifinale sulla Navrátilová (6-4, 6-3) e in finale sulla King (6-1, 6-1); ad Akron in semifinale sulla Wade (7-5, 6-2) e in finale sulla Court (6-4, 3-6, 6-3); a Houston in semifinale sulla Goolagong (4-6, 6-4, 7-6) e in finale sulla Court (6-3, 6-2); a Los Angeles nei quarti sulla Goolagong (6-1, 6-4), in semifinale sulla Morozova (6-2, 6-0) e in finale sulla Navrátilová (6-4, 6-2).
Trionfò anche ad Amelia Island in semifinale sulla Goolagong (6-1, 6-1) e in finale sulla Navrátilová (7-5, 6-4); a Austin in finale sulla King (4-6, 6-3, 7-5); a Rye in semifinale sulla Court (6-3, 6-3) e in finale sulla Wade (6-0, 6-1); ad Atlanta in finale sulla Navrátilová (2-6, 6-2, 6-0); a Hilton Head in finale sulla Goolagong (6-1, 6-1). Il 1975 fu l'anno in cui venne creata la classifica ufficiale della WTA (Women Tennis Association) e la Evert risultò subito essere la prima davanti alla sua più grande rivale dell'epoca: l'australiana Evonne Goolagong.

### 1976
Non partecipò agli Open di Francia né agli Australian Open e si impose in entrambe le prove del Grande Slam cui partecipò: sia a Wimbledon, dove si impose in semifinale sulla Navrátilová (6-3, 4-6, 6-4) e in finale sulla Goolagong (6-3, 4-6, 8-6), sia agli US Open dove si impose ancora in finale sulla Goolagong (6-3, 6-0). Vinse dodici tornei e 75 degli ottanta incontri disputati (94%). I risultati più rilevanti furono la vittoria a Austin in semifinale sulla Navrátilová (6-0, 6-3) e in finale sulla Goolagong (7-5, 6-1); a Washington in finale sulla Wade (6-2, 6-1); a Sarasota in finale sulla Goolagong (6-3, 6-0); a San Francisco di nuovo in finale sulla Goolagong (7-5, 7-6); a Eastbourne in finale sulla Wade (8-6, 6-3).

### 1977
Disertò ancora sia gli Open di Francia che gli Australian Open, imponendosi in una delle due prove dello Slam cui partecipò: di nuovo agli US Open, cedendo soltanto 27 game e nessun set in tutto il torneo, battendo in finale l'australiana Wendy Turnbull 7-6, 6-2. A Wimbledon, dopo avere sconfitto nei quarti Billie Jean King 6-1, 6-2, fu sconfitta in semifinale dalla vincitrice del torneo Virginia Wade con il punteggio di 6-1, 4-6, 6-2. Vinse undici tornei e settanta dei settantatré incontri disputati (96%).
I più importanti tornei vinti furono Hollywood in finale sulla Court (6-3, 6-4); Seattle in finale sulla Navrátilová (6-2, 6-4); Chicago in finale su Margaret Court (6-1, 6-3); Los Angeles in finale su Martina Navrátilová (6-2, 2-6, 6-1); Philadelphia ancora in finale sulla Navrátilová (6-4, 4-6, 6-3); Tucson in semifinale sulla Wade (6-3, 6-4) e in finale sulla Navrátilová (6-3, 7-6); Hilton Head in finale su Billie Jean King (6-0, 6-1); Mission Viejo su Martina Navrátilová (6-4, 6-1), poi sulla Wade (1-6, 6-4, 6-4) e in finale su Billie Jean King (6-2, 6-2). Da notare che la sua principale rivale, Evonne Goolagong, fu assente per buona parte dell'anno (divenne mamma a maggio) e che la Evert conobbe in tutto l'anno soltanto tre sconfitte: una dalla Navrátilová e due dalla Wade.

### 1978
Vinse una delle due prove dello Slam cui partecipò: si impose agli US Open per la quarta volta consecutiva, senza cedere un set e battendo in finale la connazionale Pam Shriver 7-5, 6-4; perse la finale a Wimbledon dalla Navrátilová (2-6, 6-4, 7-5). Vinse in tutto sette tornei e cinquantasei dei cinquantanove incontri disputati (95%).
Vinse a Philadelphia in semifinale sulla Wade (6-3, 6-2) e in finale sulla King (6-0, 6-4); a Hilton Head in semifinale su Tracy Austin (6-3, 6-1) e in finale sulla Melville (6-2, 6-0); ad Atlanta in finale sulla Navrátilová (7-6, 0-6, 6-3); a Bloomington in finale sulla Wade (6-7, 6-2, 6-4); a Mission Hills in semifinale sulla Wade (6-2, 6-2) e in finale sulla Navrátilová (6-3, 6-3); a Tokyo in semifinale sulla Wade (6-1, 6-3) e in finale sulla Navrátilová (7-5, 6-2). Da sottolineare la finale persa a Eastbourne dalla Navrátilová in un match avvincente (6-4, 4-6, 9-7).

### 1979
Tornò dopo tre anni di assenza agli Open di Francia e vinse in finale su Wendy Turnbull (6-2, 6-0); a Wimbledon si impose in semifinale sulla Goolagong (6-3, 6-2) ma fu sconfitta in finale dalla Navrátilová (6-4, 6-4); agli US Open sconfisse nei quarti la Goolagong (7-5, 6-2), in semifinale Billie Jean King (6-1, 6-0) ma trovò in finale la connazionale Tracy Austin che, imponendosi per 6-4, 6-3, impedì alla Evert di vincere il quinto titolo consecutivo.
Da notare che la Austin, nello stesso anno, vinse su Evert anche a Roma, interrompendo la serie di 125 successi consecutivi sulla terra iniziata nel 1973 (6-2, 4-6, 7-6 il punteggio della semifinale). Il 1979 è un anno in cui la Evert, dopo cinque anni di dominio assoluto, mostra segni di stanchezza ("Non mi diverto più come un tempo, vorrei fare anche altre cose"): è l'anno in cui convola a nozze con il tennista inglese John Lloyd e in cui iniziano a circolare voci su un suo possibile ritiro. In effetti i risultati conseguiti sembrano confermare la "stanchezza" della Evert, che perde la prima posizione mondiale e viene sconfitta anche dalla Stevens, la Barker, la Turnbull, giocatrici alle quali, abitualmente, concedeva soltanto pochi game.
Vinse in tutto otto tornei e ottantanove incontri sui centodue disputati (87%, una percentuale di vittorie bassa se confrontata con i suoi standard abituali): si impose a Seattle in finale su Renée Richards (6-1, 3-6, 6-3); a Los Angeles sulla Navrátilová (6-3, 6-4); a Eastbourne, in una battaglia interminabile, sulla Navrátilová (7-5, 5-7, 13-11); a Indianapolis in semifinale su Renee Richards (6-1, 6-0) e in finale su Evonne Goolagong (6-4, 6-3); a Mahwah in finale su Tracy Austin (6-7, 6-4, 6-1). Da notare le due vittorie su Renee Richards, il primo transessuale della storia a giocare nel circuito femminile. Da sottolineare, in questo anno difficile per la Evert, il ritorno su alti livelli della storica rivale Goolagong, la consacrazione della giovanissima stella statunitense Tracy Austin e una Navrátilová sempre più competitiva e affamata di vittorie.

### 1980
Vinse due delle tre prove dello Slam cui partecipò: agli Open di Francia si impose in semifinale sulla cecoslovacca Hana Mandlíková (6-7, 6-2, 6-2) e in finale su Virginia Ruzici (6-0, 6-3); agli US Open sconfisse in semifinale Tracy Austin (4-6, 6-1, 6-1) e in finale la Mandlíková (5-7, 6-1, 6-1); a Wimbledon si impose in semifinale sulla Navrátilová (4-6, 6-4, 6-2) ma fu sconfitta nella finale dalla Goolagong (6-1, 7-6). Dopo un avvio in sordina, che sembrava confermare la stanchezza accusata nell'anno precedente, si impose in otto tornei e concluse l'anno con un bilancio di settanta gare vinte sulle settantasette disputate (91%).
Si impose a Perugia (TC Junior) in semifinale sulla Mandlíková (6-4, 3-6, 6-3) e in finale sulla Ruzici (5-7, 6-2, 6-2); a Chichester nei quarti su Andrea Jaeger (6-3, 6-2), in semifinale sulla Shriver (7-5, 6-2) e in un'avvincente finale sulla Goolagong (6-3, 6-7, 7-5); a Indianapolis in finale sulla Jaeger (6-4, 6-3); a Toronto nei quarti sulla Mandlíková (3-6, 6-1, 6-2), in semifinale sulla Shriver (6-4, 7-5) e in finale sulla Ruzici (6-3, 6-1); a Deerfield Beach in finale ancora su Andrea Jaeger (6-4, 6-1); a Brighton in finale sulla Navrátilová (6-4, 5-7, 6-3). Il 1980 fu l'anno del grande ritorno della Evert, che riprese d'autorità il primo posto nelle graduatorie mondiali davanti alla Austin e alla Navrátilová.

### 1981
Fu uno dei pochi anni in cui partecipò a tutte le prove del Grande Slam: vinse a Wimbledon senza perdere un set e battendo in finale Hana Mandlíková (6-2, 6-2), mentre fu sconfitta nella finale degli Australian Open da Martina Navrátilová in una partita avvincente: 6-7, 6-4, 7-5 il punteggio finale; agli Open di Francia raggiunse le semifinali, dove fu sconfitta dalla Mandlíková (6-4, 7-5); agli US Open, dopo essersi imposta nei quarti sulla stessa Mandlíková (6-1, 6-3), trovò la sconfitta in semifinale in una delle ormai abituali battaglie con la Navrátilová (7-5, 4-6, 6-4). Il 1981 fu un anno ricco di successi, che iniziò con una sequenza di sei tornei vinti consecutivamente, tra i quali gli Internazionali d'Italia (svoltisi come nel 1980 a Perugia-TC Junior) in finale sulla Ruzici (6-1, 6-2).
Sul finire di stagione raggiunse la vittoria nel torneo di Sydney, dove sconfisse nei quarti la Goolagong (6-2, 6-0), in semifinale la Bunge (6-7, 6-4, 6-1) e in finale la Navrátilová (6-4, 2-6, 6-1). Nel corso dell'anno vinse in tutto nove tornei e settantatré incontri sui settantanove disputati (92%). Da sottolineare la vittoria in uno dei duelli più appassionanti di sempre, a East Rutherford, sulla Austin (4-6, 6-4, 7-6) e la vittoria nella finale del torneo di Amelia Island, dove inflisse alla Navrátilová uno "storico" 6-0, 6-0.

### 1982
Si impose agli US Open battendo in semifinale Andrea Jaeger (6-1, 6-2) e in finale Hana Mandlíková (6-3, 6-1); vinse anche gli Australian Open battendo nei quarti la King (6-2, 6-2), in semifinale la Jaeger (6-1, 6-0) e in finale Martina Navrátilová (6-3, 2-6, 6-3); a Wimbledon, dopo la semifinale vinta su Billie Jean King (7-6, 2-6, 6-3), fu sconfitta in finale dalla Navrátilová (6-1, 3-6, 6-2); agli Open di Francia fu sconfitta in semifinale dalla giovanissima Andrea Jaeger (6-3, 6-1). Anche questo fu un anno ricco di successi: dieci tornei vinti e settantacinque incontri sugli 81 disputati (93%).
Da ricordare la vittoria a Palm Beach Gardens in semifinale sulla Goolagong (5-7, 6-1, 6-4) e in finale su Andrea Jaeger (6-1, 7-5); ad Amelia Island ancora in finale sulla Jaeger (6-3, 6-1); a Perugia (come negli anni 1980 e 1981-TC Junior) in finale su Hana Mandlíková (6-0, 6-3); a Lugano nei quarti sulla cecoslovacca Helena Suková (6-4, 6-1), in semifinale sulla Ruzici (6-0, 6-1) e in finale sull'ungherese Andrea Temesvári (6-0, 6-3); a Deerfield Beach in finale sulla Jaeger (6-1, 6-1); a Tampa in finale sulla Jaeger (3-6, 6-1, 6-4); a Tokyo ancora in finale sulla Jaeger (6-3, 6-2). Da sottolineare la vittoria, nella semifinale del torneo di East Rutherford, su Tracy Austin con un clamoroso 6-0, 6-0.
Il 1982 è l'anno in cui la Evert realizza il Grande Slam di carriera, ossia la vittoria di tutti e quattro i tornei del Grande Slam, vincendo l'ultimo torneo dello Slam mai vinto prima: gli Australian Open, torneo a cui partecipò in precedenza soltanto altre due volte. Il 1982 è l'anno che segnerà la fine del dominio della Evert sul tennis mondiale e il passaggio delle consegne a Martina Navratilova, salvo un ultimo ritorno in vetta alle graduatorie mondiali qualche anno dopo.

### 1983-1984

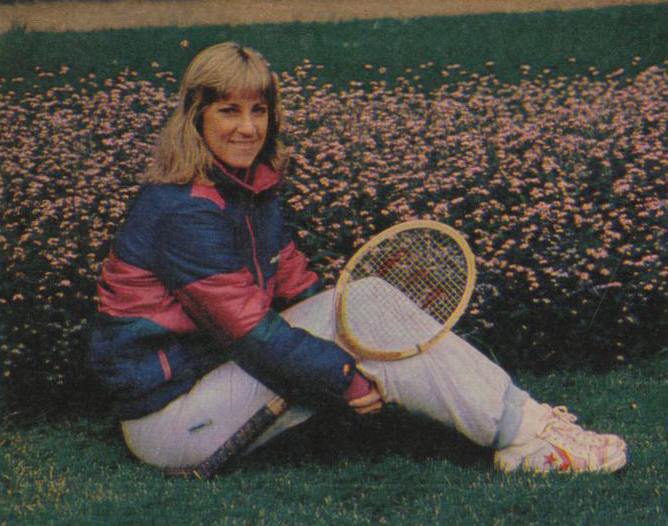
Evert nel 1983

Martina Navrátilová dominò la scena mondiale vincendo quasi tutti i tornei ai quali partecipò e tutti i dodici incontri diretti con Evert, che sembrava ormai impotente di fronte alla schiacciante superiorità della ex cecoslovacca: non riusciva più a contrastare i suoi continui attacchi a rete con passanti efficaci.
In effetti gli architetti del gioco di Martina Navrátilová erano riusciti nel loro intento di costruire una tattica per annientare l'eterna rivale Evert: un "serve and volley" martellante e continue discese a rete che, tenendo la Evert sotto continua pressione, finivano per disorientarla. Quello della Navrátilová era un tipo di gioco mai praticato prima da nessuna donna: in effetti si basava su una preparazione atletica molto intensa, che rese all'ex cecoslovacca un vigore fisico e una potenza senza precedenti nel tennis femminile.
Furono gli anni peggiori della carriera della Evert, che mai aveva subito così a lungo la superiorità di alcuna giocatrice. Nel biennio 1983-84 la Evert riuscì, comunque, a vincere due prove del Grande Slam: gli Open di Francia (nel 1983 in finale su Mima Jaušovec 6-1, 6-2) e gli Australian Open (nel 1984 in finale su Helena Suková 6-7, 6-1, 6-3). Da ricordare, in questo biennio in cui la Evert rimase stabilmente al secondo posto delle classifiche mondiali dietro alla Navrátilová, le finali raggiunte agli US Open nel 1983 (sconfitta dalla Navrátilová 6-1, 6-3), agli Open di Francia nel 1984 (sconfitta dalla Navrátilová 6-3, 6-1) e agli US Open nel 1984 (sconfitta ancora dalla Navrátilová 4-6, 6-4, 6-4). Nel 1984, sempre a Perugia (TC Junior) dove vinse negli anni 1980-1981 e 1982, perse in finale contro la bulgara Manuela Maleeva per 6-3, 6-3, una giovane di appena diciassette anni.

### 1985
Con l'aiuto del coach Dennis Ralston e del marito (il tennista inglese John Lloyd) la Evert ritrovò la strada per contrastare lo straripante gioco di Martina Navrátilová: per batterla doveva tenerla lontana dalla rete mantenendo costantemente una maggiore profondità di palla che, anche di fronte alle continue discese a rete della scatenata ex cecoslovacca, le desse modo di potere giocare passanti efficaci; inoltre, sempre al fine di tenere la Navrátilová lontana dalla rete, doveva essere lei stessa a scendere più spesso a rete: effettuò, dunque, una preparazione mirata a migliorare le sue volley ("Dennis Ralston mi ha trasformato in una volleatrice migliore, con più tocco, la mano più morbida, e mi ha aiutato con il mio servizio kick").
Evert, forte di questo duro lavoro volto a migliorare diversi aspetti del suo gioco, interruppe finalmente la lunga serie negativa e si impose sulla Navrátilová, dopo oltre due anni, nella finale del torneo di Key Biscayne con il punteggio di 6-2, 6-4. In quell'occasione la Evert disse nel dopo partita:
Ma il 1985 regalò un'altra grande soddisfazione alla Evert: la vittoria nella finale dell'Open di Francia ancora sulla Navrátilová (6-3, 6-7, 7-5 il punteggio finale di uno dei duelli sportivi più appassionanti di sempre) la riportò al primo posto delle classifiche mondiali, interrompendo il dominio assoluto della ex cecoslovacca che durava ormai da oltre due anni: "Non si trattava semplicemente di un'altra vittoria di Chris su Martina o di un'ennesima vittoria di Chris in uno Slam" ricorda Andy Brandi "si trattava di ben altro, di qualcosa di più: la Regina era tornata sul trono. L'emozione di tutti era palpabile".
Nello stesso anno la Women Sports Foundation elegge Chris Evert "La più grande atleta degli ultimi 25 anni". Il 1985 vide la Evert nelle finali di altre due prove dello Slam, sconfitta in entrambe le occasioni da Martina Navrátilová (4-6, 6-3, 6-2 a Wimbledon e 6-2, 4-6, 6-2 agli Australian Open).

### Ultimi anni
Il 1986 fu l'ultimo anno in cui la Evert riuscì a vincere una prova del Grande Slam: si impose nuovamente agli Open di Francia in finale sulla Navrátilová con il punteggio di 2-6, 6-3, 6-3.
Nel 1987 raggiunse le semifinali agli Open di Francia e a Wimbledon. Nel 1988 agli Australian Open, dopo aver sconfitto in semifinale la Navrátilová 6-2, 7-5, fu sconfitta in finale dal talento emergente Steffi Graf 6-1, 7-6.
Il 1989 fu l'anno del ritiro, ma anche l'anno in cui raggiunse le semifinali a Wimbledon e sfiorò un clamoroso successo sulla nuova dominatrice del tennis mondiale, perdendo in finale a Boca Raton dalla Graf 4-6, 6-2, 6-3.

### 1989: il ritiro
Era il 1988 quando Chris Evert annunciò che l'anno seguente sarebbe stato l'ultimo della sua carriera. Ritiratasi nel 1989, ha iniziato a collaborare saltuariamente come commentatrice sportiva ed è diventata mamma di tre figli. Dal 1983 al 1990 è stata presidentessa della Women's International Tennis Association. Nel 1996 ha fondato, insieme al padre e al fratello, la "Evert Tennis Academy": tra i suoi tanti allievi ci sono stati Andy Roddick, Madison Keys e la georgiana Anna Tatishvili.

## Statistiche

### Singolare

#### Grande Slam

##### Vinte (18)
| Anno | Torneo              | Superficie | Avversaria in finale    | Punteggio     |
| 1974 | Roland Garros       | Terra      | Ol'ga Morozova          | 6-1, 6-2      |
| 1974 | Wimbledon           | Erba       | Olga Morozova           | 6-0, 6-4      |
| 1975 | Roland Garros (2)   | Terra      | Martina Navrátilová     | 2-6, 6-2, 6-1 |
| 1975 | US Open             | Terra      | Evonne Goolagong Cawley | 5-7, 6-4, 6-2 |
| 1976 | Wimbledon (2)       | Erba       | Evonne Goolagong Cawley | 6-3, 4-6, 8-6 |
| 1976 | US Open (2)         | Terra      | Evonne Goolagong Cawley | 6-3, 6-0      |
| 1977 | US Open (3)         | Terra      | Wendy Turnbull          | 7-6, 6-2      |
| 1978 | US Open (4)         | Cemento    | Pam Shriver             | 7-5, 6-4      |
| 1979 | Roland Garros (3)   | Terra      | Wendy Turnbull          | 6-2, 6-0      |
| 1980 | Roland Garros (4)   | Terra      | Virginia Ruzici         | 6-0, 6-3      |
| 1980 | US Open (5)         | Cemento    | Hana Mandlíková         | 5-7, 6-1, 6-1 |
| 1981 | Wimbledon (3)       | Erba       | Hana Mandlíková         | 6-2, 6-2      |
| 1982 | US Open (6)         | Cemento    | Hana Mandlíková         | 6-3, 6-1      |
| 1982 | Australian Open     | Erba       | Martina Navrátilová     | 6-3, 2-6, 6-3 |
| 1983 | Roland Garros (5)   | Terra      | Mima Jaušovec           | 6-1, 6-2      |
| 1984 | Australian Open (2) | Erba       | Helena Suková           | 6-7, 6-1, 6-3 |
| 1985 | Roland Garros (6)   | Terra      | Martina Navrátilová     | 6-3, 6-7, 7-5 |
| 1986 | Roland Garros (7)   | Terra      | Martina Navrátilová     | 2-6, 6-3, 6-3 |

##### Finali perse (16)
| Anno | Torneo              | Superficie | Avversaria in finale    | Punteggio     |
| 1973 | Roland Garros       | Terra      | Margaret Court          | 6-7, 7-6, 6-4 |
| 1973 | Wimbledon           | Erba       | Billie Jean King        | 6-0, 7-5      |
| 1974 | Australian Open     | Erba       | Evonne Goolagong Cawley | 7-6, 4-6, 6-0 |
| 1978 | Wimbledon (2)       | Erba       | Martina Navrátilová     | 2-6, 6-4, 7-5 |
| 1979 | Wimbledon (3)       | Erba       | Martina Navrátilová     | 6-4, 6-4      |
| 1979 | US Open             | Cemento    | Tracy Austin            | 6-4, 6-3      |
| 1980 | Wimbledon (4)       | Erba       | Evonne Goolagong Cawley | 6-1, 7-6      |
| 1981 | Australian Open (2) | Erba       | Martina Navrátilová     | 6-7, 6-4, 7-5 |
| 1982 | Wimbledon (5)       | Erba       | Martina Navrátilová     | 6-1, 3-6, 6-2 |
| 1983 | US Open (2)         | Cemento    | Martina Navrátilová     | 6-1, 6-3      |
| 1984 | Roland Garros (2)   | Terra      | Martina Navrátilová     | 6-3, 6-1      |
| 1984 | Wimbledon (6)       | Erba       | Martina Navrátilová     | 7-6, 6-2      |
| 1984 | US Open (3)         | Cemento    | Martina Navrátilová     | 4-6, 6-4, 6-4 |
| 1985 | Wimbledon (7)       | Erba       | Martina Navrátilová     | 4-6, 6-3, 6-2 |
| 1985 | Australian Open (3) | Erba       | Martina Navrátilová     | 6-2, 4-6, 6-2 |
| 1988 | Australian Open (4) | Cemento    | Steffi Graf             | 6-1, 7-6      |

## Stile di gioco

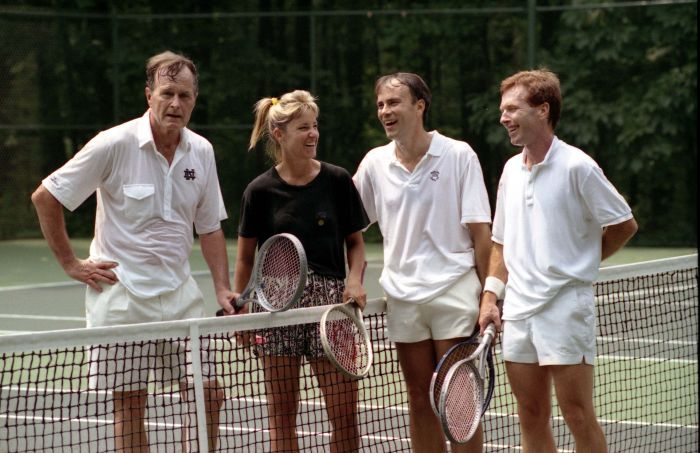
Da sinistra: il presidente statunitense George H. W. Bush, Evert, David Bates e Tut Bartzen mentre giocano a tennis a Camp David nel 1990.

Il gioco della Evert era basato sull'intelligenza tattica, la concentrazione, la velocità, la perfetta coordinazione nei movimenti, il controllo di palla: era un gioco solido, lineare, geometrico, caratterizzato da profondità e precisione dei colpi, giocati completamente piatti e a corde tese; si svolgeva essenzialmente da fondo campo, con rare escursioni a rete, effettuate il più delle volte solo per chiudere il punto.
Il suo rovescio a due mani fa parte dei colpi leggendari della storia del tennis. I passanti lungolinea e incrociati, così come le risposte al servizio, i pallonetti e le smorzate, erano i suoi colpi vincenti. Era un gioco meno appariscente rispetto a quello di molte sue rivali e, per questo, spesso meno apprezzato; in realtà il suo gioco rivelava straordinarie doti mentali, che le hanno consentito di prevalere su giocatrici fisicamente imponenti e molto potenti.
Il suo modo di giocare e il suo stile inconfondibile hanno influenzato intere generazioni: in effetti oggi circa il 70% delle giocatrici usa il rovescio a due mani e un tipo di gioco simile al suo. La sua proverbiale freddezza in campo, la femminilità, l'eleganza nel portamento e nei modi, unitamente al suo fascino, le valsero all'inizio della carriera i soprannomi, coniati dalla stampa inglese, di "Ice Princess" (Principessa di ghiaccio) e "The Ice Maiden" ("La signorina di ghiaccio"). Nel corso della sua carriera diversi altri nomi le vennero attribuiti, tra i quali "Queen of the courts" ("Regina dei campi") e "Chrissie the great" ("Chrissie la grande"). Negli anni in cui si impose in vetta alle graduatorie del tennis mondiale, i suoi connazionali iniziarono a chiamarla "Chris America", l'appellativo che l'ha accompagnata fino alla fine della sua carriera.

## Rivalità

### La storica rivalità con la Navrátilová

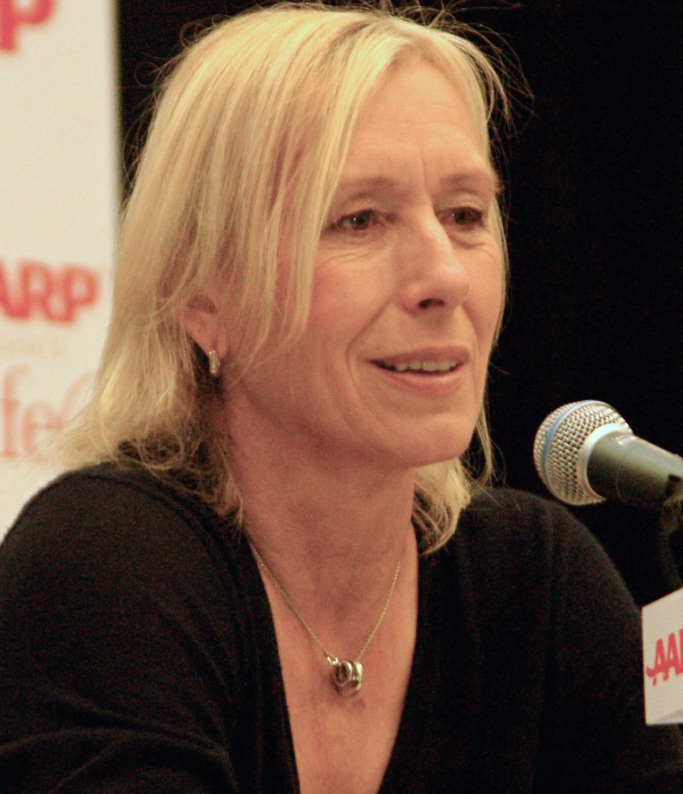
Martina Navrátilová

Tutti gli appassionati di tennis dell'epoca ricordano le sue sfide con Martina Navrátilová, che hanno dato luogo alla più lunga rivalità sportiva di tutti i tempi, con ottanta incontri disputati e un bilancio finale favorevole alla Navrátilová (43 vittorie contro 37).
La rivalità tra Evert e Navrátilová ha caratterizzato quasi un ventennio del tennis femminile, periodo nel quale molte delle finali dei tornei più importanti le vedevano l'una di fronte all'altra: la Navrátilová prevaleva in genere sulle superfici più veloci ed in particolare sull'erba, mentre la Evert su quelle più lente. In generale, la Evert ha prevalso nel periodo tra il 1973 ed il 1982, la Navrátilová ha invece prevalso negli anni successivi.
La Evert è stata in vantaggio negli scontri diretti fino al 1984 e ha subito tredici sconfitte consecutive dalla sua avversaria nel biennio 1983-84, due anni in cui la Navrátilová ha dominato saldamente le classifiche mondiali. Il punteggio più severo, nella storia delle loro sfide, lo ha inflitto la Evert alla Navrátilová, sconfiggendola in un'occasione per 6-0, 6-0 (1981, Finale del Torneo di Amelia Island).
È stata proprio la Navrátilová l'avversaria che più volte è riuscita a battere la Evert e, d'altro canto, è stata proprio la Evert la giocatrice che in assoluto ha inflitto il maggior numero di sconfitte alla Navrátilová. La storica rivalità tra Evert e Navrátilová ha regalato al tennis alcuni tra i duelli più belli e appassionanti di sempre, con giocate di altissimo livello tecnico; quando le due giocatrici si presentavano in finale entrambe in forma e decise a vincere, gli spettatori avevano la possibilità di vedere tutti i colpi possibili riportati nei manuali di tennis e giocati nel modo migliore: i servizi della Navrátilová e le risposte al servizio di Chris Evert, le discese e i colpi a rete della Navrátilová e i passanti della Evert, le "smorzate" di Martina Navrátilová e i pallonetti di Chris Evert.
Ha detto Chris Evert "La mia felicità era batterla, quando perdevo ero delusa, ma non devastata. Se non vincevo io il torneo, preferivo toccasse a lei".

### Rivalità Evert-Goolagong
Tra le altre giocatrici dell'epoca che sono riuscite a battere la Evert in più di un'occasione ricordiamo innanzitutto la campionessa australiana Evonne Goolagong, con la quale ha disputato diverse finali di tornei del Grand Slam (a Wimbledon, agli US Open e agli Australian Open) e che è stata considerata la sua principale rivale negli anni settanta.

### Rivalità Evert-Austin
La statunitense Tracy Austin, sua grande rivale sul finire degli anni settanta e nei primissimi anni ottanta, fu la giocatrice che nel 1979 a Roma, nelle semifinali degli Internazionali d'Italia, pose fine alla sua imbattibilità sulla terra rossa, che durava dal 1973 (6-2, 4-6, 7-6 il punteggio finale).

## Vita privata
Nei primi anni settanta ebbe un'importante relazione con il grande campione connazionale Jimmy Connors. I due ammisero pubblicamente la loro relazione e occasionalmente giocarono anche dei tornei di doppio insieme, raggiungendo come massimo risultato la finale agli US Open del 1974. La loro relazione durò per alcuni anni e i due fecero anche dei progetti per un matrimonio, che avrebbe dovuto essere celebrato l'8 novembre 1974 ma che venne inizialmente rimandato e infine annullato a causa della decisione della tennista di abortire.
Negli anni successivi alla fine del legame con Connors la Evert fu legata sentimentalmente per brevi periodi a molte personalità famose, tra queste Burt Reynolds, Geraldo Rivera, Adam Faith, John Gardner “Jack” Ford (il figlio del presidente Gerald Ford) e il collega Vitas Gerulaitis.
Nel 1979 si sposò con il collega inglese John Lloyd, cambiando il suo nome ufficiale nei tabelloni dei tornei in Chris Evert-Lloyd. La coppia non ebbe figli perché Chris preferì aspettare il termine della propria carriera per averne ma nel 1987 i due divorziarono.
Nel 1988, un anno dopo il divorzio, Chris si sposò con Andy Mill, sciatore statunitense. Terminata la carriera agonistica nel 1989 Chris poté dare alla luce tre figli: Alexander James (12 ottobre 1991), Nicholas Joseph (8 giugno 1994) e Colton Jack (14 giugno 1996). Il 13 novembre 2006 Chris Evert presentò la richiesta di divorzio che fu ufficializzato il 4 dicembre successivo; Chris dovette pagare all'ex marito sette milioni di dollari in contanti e dovette lasciargli la casa di Aspen (Colorado) del valore di quattro milioni di dollari.
Il 28 giugno 2008 si è sposata per la terza volta con il golfista australiano Greg Norman, alle Bahamas, ma già l'anno successivo i due si separarono di comune accordo. Attualmente Chris Evert è impegnata in diverse attività: infatti oltre ad essere ospite fissa di molti programmi televisivi (non solo sportivi) possiede una scuola di tennis a Boca Raton (Florida) ed è allenatrice della squadra di tennis della prestigiosa Saint Andrew's School di Boca Raton.
Anche la sorella minore Jeanne fu una valida tennista; all'esordio da professionista a quindici anni vinse il torneo di Fort Lauderdale battendo Sharon Walsh 6-4 7-5.

## Curiosità
- Nel 1978, durante una partita degli US Open, Chris Evert perse improvvisamente il suo prezioso bracciale in diamanti disegnato dal gioielliere egiziano George Bedewi e richiese che fosse fermata momentaneamente la partita affinché potesse recuperare i diamanti che si erano sparsi sul campo: la diretta TV si trasformò in un grandissimo spot pubblicitario per questo tipo di bracciale, che da allora divenne definitivamente chiamato con il nome di "bracciale tennis".[8]